# Commedia (Beckett)
Commedia è un dramma teatrale di Samuel Beckett del 1963, scritto in inglese (Play) e pubblicato da Faber and Faber nel 1964 (in Play and Two Short Pieces for Radio). La versione d'autore in francese uscì su "Les Lettres Nouvelles" di giugno-agosto 1964, poi in volume delle Éditions de Minuit nel 1966 (in Comédie et actes divers). La prima rappresentazione mondiale fu però a Ulma, nella traduzione in tedesco di Erika ed Elmar Tophoven e per la regia di Deryk Mendel. La prima italiana portava il titolo di Gioco e venne fatta dal Teatro Stabile di Firenze nel febbraio 1964 per la regia di Beppe Menegatti. Fu pubblicata poi nella traduzione di Carlo Fruttero nel 1968 all'interno del volume Teatro dei Supercoralli di Einaudi.
Nel 1965 Philip Glass compose una musica da scena per una rappresentazione del dramma. Nel 1966 Beckett stesso aiutò il regista Marin Karmitz a girare un cortometraggio tratto dall'opera. Anthony Minghella ha iniziato la carriera girando una versione filmata di quest'opera.

## Interpretazione
Come scrisse Ettore Capriolo è "una variazione ironica e raggelante sull'ossessionante tema dell'incomunicabilità".

## Edizioni
- Samuel Beckett, Play, in Play and Two Short Pieces for Radio, Faber and Faber, London 1964
- Samuel Beckett, Comédie, in Comédie et actes divers, Éditions de Minuit, Paris 1964
- Samuel Beckett, Commedia, trad. Carlo Fruttero, in Teatro, Einaudi, Torino 1968, pp. 283–306; poi in Teatro completo, Einaudi-Gallimard, Torino 1999, pp. 329–47.